# Теодор I Палеолог (маркграф Монферрата)
Феодор (Теодоро) I Палеолог (греч. Θεόδωρος Κομνηνός Δούκας Άγγελος Παλαιολόγος, итал. Teodoro I Paleologo; 1290 или 1291, Константинополь — 24 апреля 1338, Трино, Пьемонт) — маркиз Монферратский с 1306 года, сын византийского императора Андроника II Палеолога.

## Происхождение
Феодор I был сыном византийского императора Андроника II Палеолога (1259—1332) и Ирины Монферратской (1274—1317), дочери маркграфа Монферрата Гульельмо VII.

## Биография
Феодор стал маркизом Монферратским после смерти бездетного дяди Джованни I.
Новый маркиз отплыл из Константинополя и высадился в Генуе в 1306 году, где женился на Аргентине, дочери генуэзского аристократа.
С самого начала правления Феодора окружали враги. Маркграф Салуццо, Манфред IV, оккупировал большую часть Монферрата. Карл II Анжуйский и герцоги Савойи также проявляли интерес к этим территориям. Однако, при помощи осторожной дипломатии, Феодору I удалось в течение нескольких лет вернуть себе все территории, а в 1310 году он получил подтверждение своего статуса от императора Священной Римской империи Генриха VII.
Феодор направил свои силы на укрепление Монферрата, не совершая слишком много завоевательных походов. Для того, чтобы улучшить управление страной, он пошёл на созыв парламента. В парламенте решалось управление земельными ресурсами, налогообложение и военная оборона.
Феодор I был заинтересован в проблеме раскола между Западной и Восточной Церквями, и по просьбе папы Иоанна XXII использовал свои связи при византийском дворе, чтобы улучшить отношения между Папской областью и Византией.
После смерти Феодора маркизом стал его сын Джованни II

## Семья
Женой Феодора была Аргентина, дочь генуэзского аристократа. Их дети:
- Джованни II (Иоанн II) Палеолог (1338—1372) — синьор Асти (1339—1340, 1356—1360, 1361—1372), имперский викарий в Италии
- Джованни Палеолог (1312—1345) — погиб в битве при Джаменарио
- Иоланда Палеологиня (1318—1342) — жена Аймона Савойского